# Municipio de Sunset Cove
El municipio de Sunset Cove (en inglés: Sunset Cove Township) es un municipio ubicado en el condado de Stone en el estado estadounidense de Misuri. En el año 2010 tenía una población de 705 habitantes y una densidad poblacional de 48,27 personas por km².

## Geografía
El municipio de Sunset Cove se encuentra ubicado en las coordenadas 36°38′45″N 93°19′34″O / 36.64583, -93.32611. Según la Oficina del Censo de los Estados Unidos, el municipio tiene una superficie total de 14.6 km², de la cual 11,82 km² corresponden a tierra firme y (19,1 %) 2,79 km² es agua.

## Demografía
Según el censo de 2010, había 705 personas residiendo en el municipio de Sunset Cove. La densidad de población era de 48,27 hab./km². De los 705 habitantes, el municipio de Sunset Cove estaba compuesto por el 95,18 % blancos, el 1,13 % eran amerindios, el 0,71 % eran asiáticos, el 1,7 % eran de otras razas y el 1,28 % eran de una mezcla de razas. Del total de la población el 3,97 % eran hispanos o latinos de cualquier raza.